# بزرگراه میان‌ایالتی ۸۴ (غرب)
بزرگراه میان ایالتی ۸۴ (غرب) (به انگلیسی: Interstate-84، مخفف:I-84(W)) بخش غربی از بزرگراه بین‌ایالتی ناپیوسته ۸۴ در ایالات متحده می‌باشد . مسیر این بزرگراه شرقی-غربی می‌باشد و از اکو در یوتا در شرقی‌ترین قسمت تا پورتلند، اورگن در غربی‌ترین قسمت آن گسترده شده‌است.

## نگارخانه

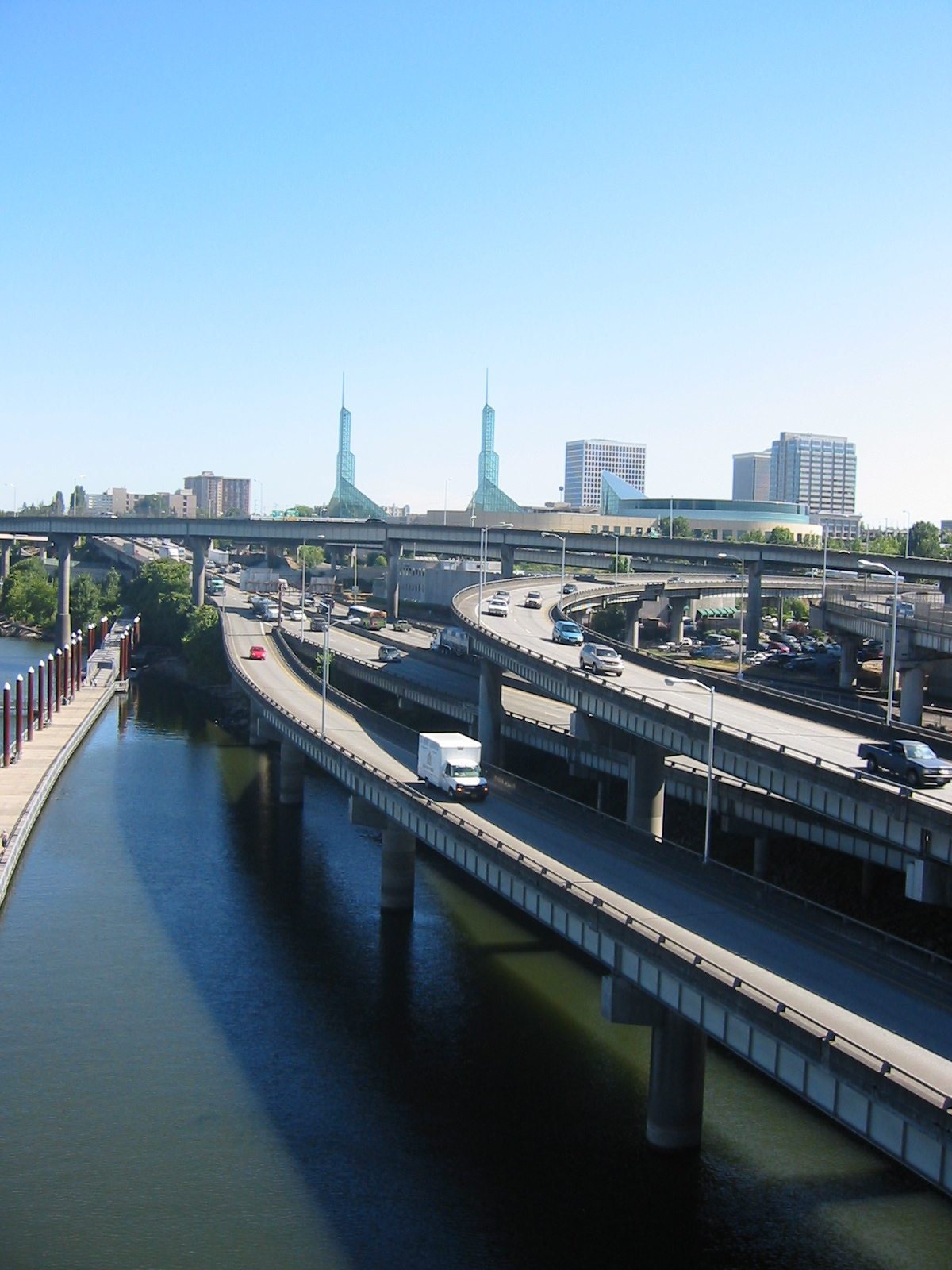
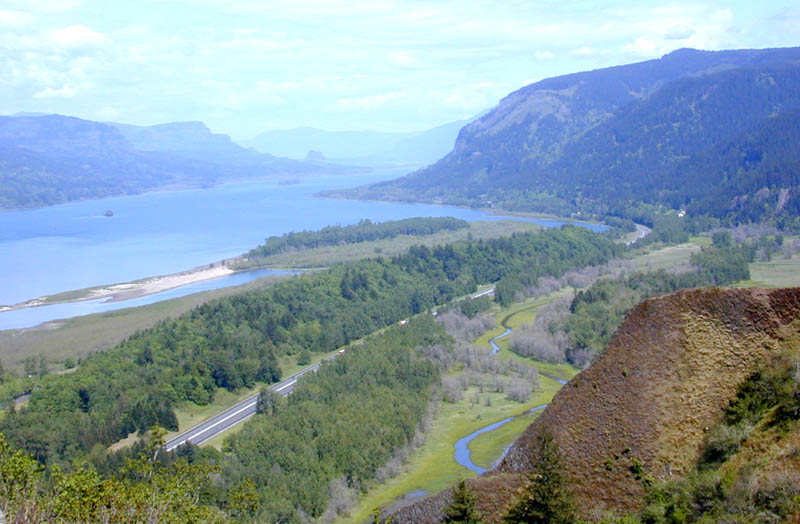